# Judith Sarmiento
Judith Ofelia Sarmiento Granada (Armenia, 20 de enero de 1954) es una abogada y periodista colombiana conocida en su país por su trabajo en diversos medios de radio y televisión desde la década de 1970.

## Biografía
Judith Ofelia Sarmiento Granada nació en Armenia el 20 de enero de 1954, siendo hija de Gilberto Sarmiento y Ofelia Granada. Tiene una hija, Sofía y un nieto.
Su formación se desarrolló en Bogotá, en el colegio de La Merced, en la Universidad Externado de Colombia donde culminó Derecho y Ciencias Políticas y en la Universidad de La Sabana donde curso su especialización en comunicación organizacional.
Su autor favorito es José María Vargas Vila.

## Trayectoria profesional

### Radio
Sarmiento inició su carrera en la radio en la cadena Todelar en 1975. Después ha trabajado en Caracol, en RCN, y en el programa Colombia responsable de la Radio Nacional de Colombia entre otros.

### Televisión
En 1980 Sarmiento inició su trabajo en televisión en el noticiero Telediario 7 en punto de Arturo Abella. Después trabajó en el Noticiero Nacional, en TV Hoy; y como moderada de varias emisiones como las teleconferencias de la Procuraduría General de la Nación, de la Escuela Superior de Administración Pública, y Defensora del televidente del Canal Capital.

### Docente
Sarmiento ha sido profesora de periodismo, comunicación organizacional, proyecto radial, en las universidades Externado, Militar y Politécnico Grancolombiano. Además fue autora del curso “Democracia y medios en el curso virtual” de Programa de las Naciones Unidas para el Desarrollo.

## Reconocimientos
Sarmiento ha sido distinguida con diversos premios como el India Catalina de Oro y premio Simón Bolívar a mejor Presentadora de noticias en TV (1990); premio Asociación Colombiana de Locutores al mejor locutor de noticias en Radio y en Televisión, y placa Asociación Nacional de Anunciantes entre otros.